# Soedirman

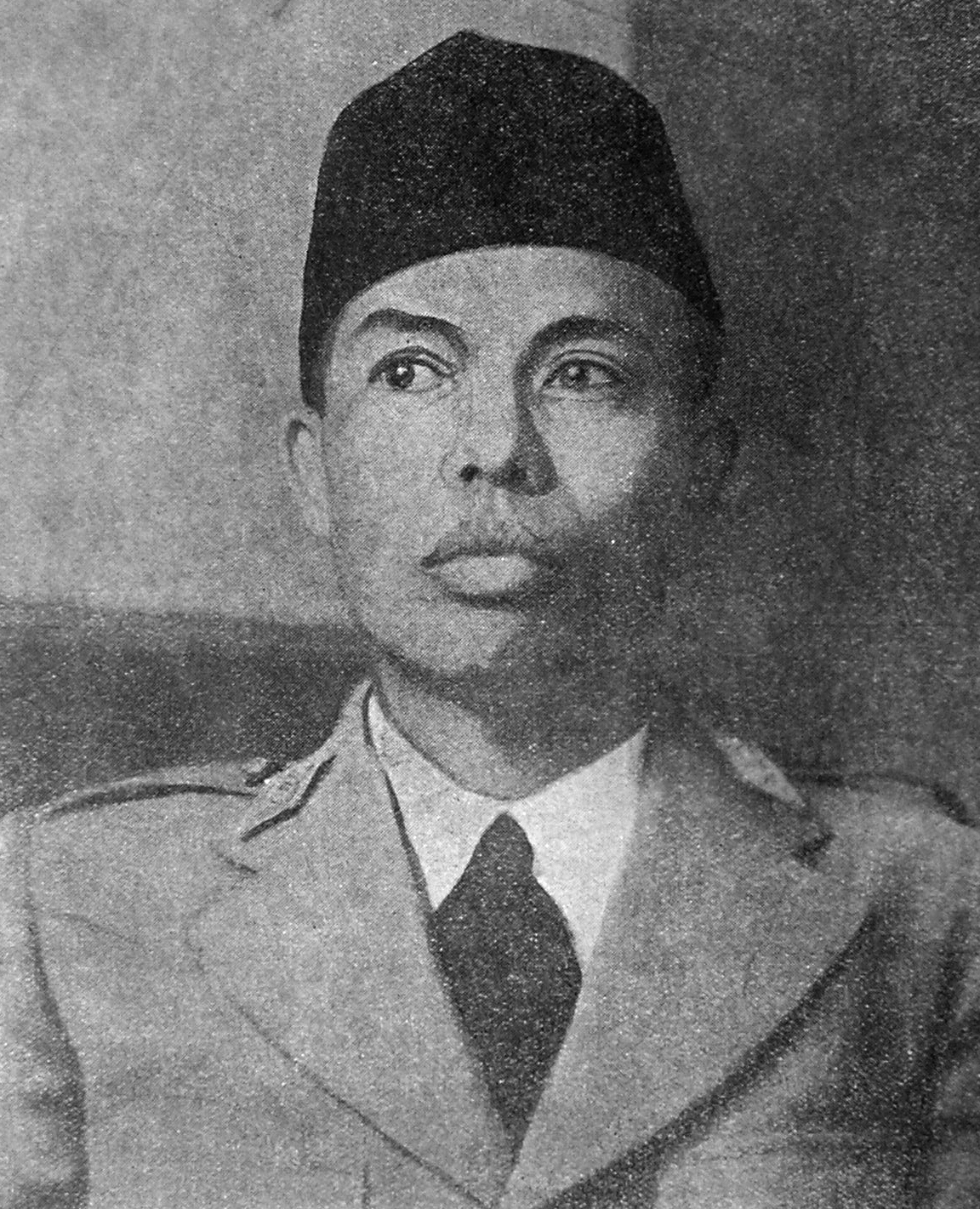
Soedirman

Generaal Soedirman (Rembang, 24 januari 1916 - Magelang, 29 januari 1950), in de moderne spelling Sudirman, was de Indonesische opperbevelhebber tijdens de strijd om de onafhankelijkheid (1945-1950).
Hij was voor de Tweede Wereldoorlog leraar te Cilacap tijdens de Japanse bezetting van Indonesië werd hij commandant bij het PETA, de door de Japanse bezetter opgerichte paramilitaire organisatie. Na het uitroepen van de onafhankelijkheid in 1945 vocht hij, onder Soeharto, tegen eerst de Engelsen en later de Nederlanders. Op 12 november 1945 werd hij benoemd tot opperbevelhebber van het Indonesische leger. Aangezien hij ernstig leed aan tbc heeft hij de jaren van strijd veelal doorgebracht in een draagbaar, totdat die ziekte hem fataal werd. 
Hij is begraven op het ereveld van Semaki te Jogjakarta. In 1964 werd hij uitgeroepen tot Nationale held van Indonesië.
In veel plaatsen zijn straten naar hem vernoemd en in Jakarta is het station Sudirman naar hem vernoemd.